# Birch Run (Michigan)
Birch Run – wieś w Stanach Zjednoczonych, w stanie Michigan, w hrabstwie Saginaw.
Na mocy Konstytucji i Ustawy Publicznej 278 z 1909 wieś Birch Run została założona 5 grudnia 1955 jako wioska rodzinna.